# Théveninov poučak
Théveninov poučak je jedna od metoda rješavanja mreža istosmjerne i izmjenične struje, a vrlo je sličan Nortonovom poučku. Théveninov poučak se koristi za izravno određivanje struje kroz trošilo.
Prema tom poučku, bilo koji dio aktivne linearne mreže u kojoj se nalaze električni izvori energije i otpornici može se nadomjestiti s obzirom na dvije točke mreže (priključnice) sa stvarnim naponskim izvorom elektromotorne sile Et (Théveninov napon) i unutarnjim otporom Rt (Théveninov otpor).
Polaritet i vrijednost Théveninovog napona kao i vrijednost Théveninovog otpora određeni su komponentama mreže koju nadomještamo. Na dobiveni nadomjesni izvor između priključnica spajamo komponentu koja je prethodno bila odspojena i računamo struju.

## Postupak
- Za zadanu aktivnu linearnu mrežu odspojimo otpornik (trošilo) kroz koji tražimo struju, a radi određivanja polariteta označimo točke (priključnice).

- Između označenih točaka odredimo Théveninov napon (Et) kao napon praznog hoda te odredimo polaritet točaka.

- Određujemo Théveninov otpor (Rt) kao ukupni otpor između priključnica kada se svi naponski izvori kratko spoje, a strujni odspoje. Pritom ostavimo njihove unutarnje otpore uključene u mrežu.

- Odspojeni otpornik R spojimo na nadomjesni naponski izvor napona Et i unutarnjeg otpora Rt te izračunamo nepoznatu struju prema izrazu:

{\displaystyle I={\frac {E_{t}}{R_{t}+R}}}
|  |  |  |